# 瑟烏切什蒂鄉
46°37′N 26°56′E / 46.617°N 26.933°E
瑟烏切什蒂鄉（羅馬尼亞語：Comuna Săucești, Bacău），是羅馬尼亞的鄉份，位於該國東北部，由巴克烏縣負責管轄，面積52平方公里，海拔高度256米，2007年人口4,780，人口密度每平方公里91人。